# Zuidelijke Kaukasus

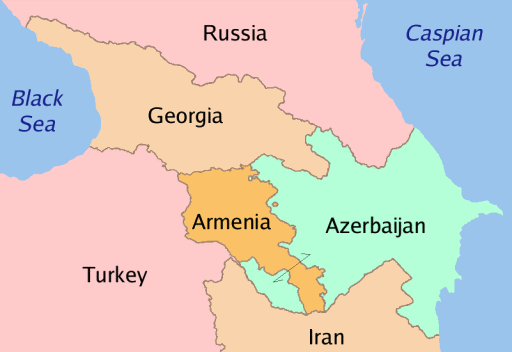
Zuidelijke Kaukasus

De Zuidelijke Kaukasus (historisch: Transkaukasië) is het gebied binnen het Kaukasusgebied dat ten opzichte van Rusland aan de andere kant van de hoofdrug van de Grote Kaukasus ligt.
Het omvat de landen:
- Armenië
- Azerbeidzjan
- Georgië

Naast de zuidflank van de Grote Kaukasus zijn andere geografische gebieden in de Zuidelijke Kaukasus de Kleine Kaukasus, Colchis en de Koera-Arasvlakte.